# Lluís Elcacho Roda
Lluís Elcacho Roda (Lleida, 6 de gener de 1964) és un exfutbolista i entrenador de futbol català.

## Trajectòria
De la pedrera de UE Lleida on va debutar al primer equip a Segona B. Aquest defensa va passar la major part de la seua carrera a les files del Reial Oviedo. Amb el club asturià va debutar en primera divisió a la 88/89, sent titular eixa campanya. Peça clau dels oviedistes en el canvi de dècada, va començar a minvar la seua aportació jugant 21 partits la 92/93, i tan sols 7 a la següent.
L'estiu de 1994 deixa l'Oviedo i marxa a la UE Lleida, la qual acabava de descendir a Segona. Va romandre dos anys a la Terra Ferma, sent titular en tot moment, fins que va deixar el club català a les acaballes de la temporada 95/96.
Posteriorment a la seua retirada, ha seguit vinculat al món del futbol com a entrenador. Ha dirigit a nombrosos equips de Segona B i Tercera, com l'Atlético Monzon, la UE Tàrrega, segon entrenador de la UE Lleida, UE Eivissa i la PE Santa Eulària. La temporada 09-10 és entrenador del CF Balaguer de la tercera divisió i en 2011 al Sporting Mahonés. Des de 2012 entrena la Societat Esportiva Formentera.